# Eirik Lunder
Eirik Lunder, né le 9 juin 1999 à Stavanger, est un coureur cycliste norvégien, membre de l'équipe Coop.

## Biographie
En avril 2019, Eirik Lunder rejoint la Team Coop, une équipe continentale norvégienne , pour laquelle il court jusqu'à la saison 2021. En juillet 2021, il remporte son premier succès sur une course de l'UCI Europe Tour, en s'imposant lors de l'étape inaugurale du Dookoła Mazowsza, où il prend le maillot de leader. Il cède la place de leader deux jours plus tard, mais est classé dans le même temps que le nouveau leader, son coéquipier Tord Gudmestad. Lors de la dernière étape, Gudmestad perd 10 minutes, tandis que Lunder se classe troisième et remporte du même coup le classement général final, ainsi que le classement du meilleur jeune.
Après avoir été stagiaire en fin d'année 2021, il signe un contrat au sein de l'UCI ProTeam russe Gazprom-RusVelo pour la saison 2022. Après que l'équipe a perdu son enregistrement auprès de l'UCI en réponse à l'invasion russe de l'Ukraine, Gazprom-RusVelo est exclu des compétitions et Lunder décide de rejoindre l'équipe Coop mi-avril.

## Palmarès
- 2021
  - Dookoła Mazowsza :
    - Classement général
    - 1re étape
- 2023
  - Grand Prix international de Rhodes

## Classements mondiaux
| Année                                 | 2021 | 2022 | 2023  |
| ------------------------------------- | ---- | ---- | ----- |
| Classement mondial                    | 630e | nc   | 1535e |
| UCI Europe Tour                       | 505e | nc   | nc    |
|                                       |      |      |       |
| Légende : nc = non classéSource : UCI |      |      |       |